# Ángel Chiclana
Ángel Chiclana Cardona (Sevilla, 1935-Madrid, 12 de septiembre de 1998) fue un traductor y profesor español.

## Biografía
Fue profesor de literatura italiana en la Universidad Complutense de Madrid.
Entre sus obras se destacan la tesis Las fuentes italianas de la hermosura de Angélica en la "Jerusalén conquistada" de Lope de Vega (1971), las ediciones críticas de la Divina Comedia y La lozana andaluza y diversas traducciones de Pietro Aretino.
Es autor de una traducción de la Divina Comedia en prosa.